# Лебеденко Олександр Гервасійович
Лебеденко Олександр Гервасійович (9 (21) червня 1892, Черкаси — 9 грудня 1975, Ленінград, нині Санкт-Петербург) — прозаїк, журналіст, публіцист.

## Життєпис
Навчався в Черкаській гімназії. Закінчив три курси на факультеті східних мов Санкт-Петербурзького університету (1912). Учасник 1-ї світової війни та воєнних дій 1918—1920. Твори писав російською мовою. Багато подорожував, учасник морських походів і повітряних перельотів, враження від яких описав у нарисах і художніх творах. З 1932 — на творчій роботі. Був репресований 20 років провів у таборах і на засланні в Сибіру.
Як журналіст і письменник активно розробляв жанр художньо-документального нарису («Как я летал в Китай», Ленинград, 1926; «На полюс по воздуху», Москва; Ленинград, 1927; «Индия, Индия!», Москва, 1930; «Пожар в Испании», Москва, 1931 та ін.).
Автор роману у 2-х книгах «Тяжелый дивизион» (Ленінград, 1932), присвячений подіям 1-ї світової війни і високо оцінений літературною критикою, перекладений іноземними мовами. Роман написаний у традиціях російської епічної прози і є одним з найкращих російських і європейських творів про 1-шу світову війну. У повісті «Первая министерская» (Москва, 1934) відтворено атмосферу перших років 20 столітті у невеликому повітовому містечку Черкаси, де навчався Лебеденко. Обидва твори об'єднані історією одного героя, в долю якого вкладено автобіографічний елемент. Роман «Лицом к лицу» (1957) — про більшовицький переворот 1917 та воєнні дії 1918—1920, потрактований з позицій комуністичної ідеології, яка помітна й в інших творах письменника: романі «Дом без привидений» (1963), повістях «Девушка из тайги» (1960) та «Зоя Сергеева» (1965; усі — Ленінград).
Автор низки творів на мариністичну тематику: повісті «Восстание на „Святой Анне“» (Москва; Ленинград, 1930; для дітей), нарису «Ученый-мореход» (1965), художньо-документального роману «Шелестят паруса кораблей» (1973; обидва — Ленінград).

## Твори
- «Четвертая пуля Ли Сина». (Москва; Ленинград, 1931);
- «Собрание сочинений: В 3 т».(Ленинград, 1978);
- укр. перекл. — «Будинок без привидів» (К., 1965),